# César Gabriel de Choiseul-Praslin
Pour les articles homonymes, voir Choiseul.
Pour les autres membres de la famille, voir Famille de Choiseul.
César Gabriel de Choiseul-Chevigny, marquis de Choiseul, puis duc de Praslin (duché érigé à Montgauger en 1762-1764, puis à Vaux) et pair de France (1762), comte de Chevigny et de La Rivière, vicomte de Melun et de Vaux, baron de La Flèche, de Sainte-Suzanne, et de Giry, seigneur de Chassy, né le 15 août 1712 à Paris, et mort le 15 novembre 1785, est un militaire, diplomate et homme d'État français.

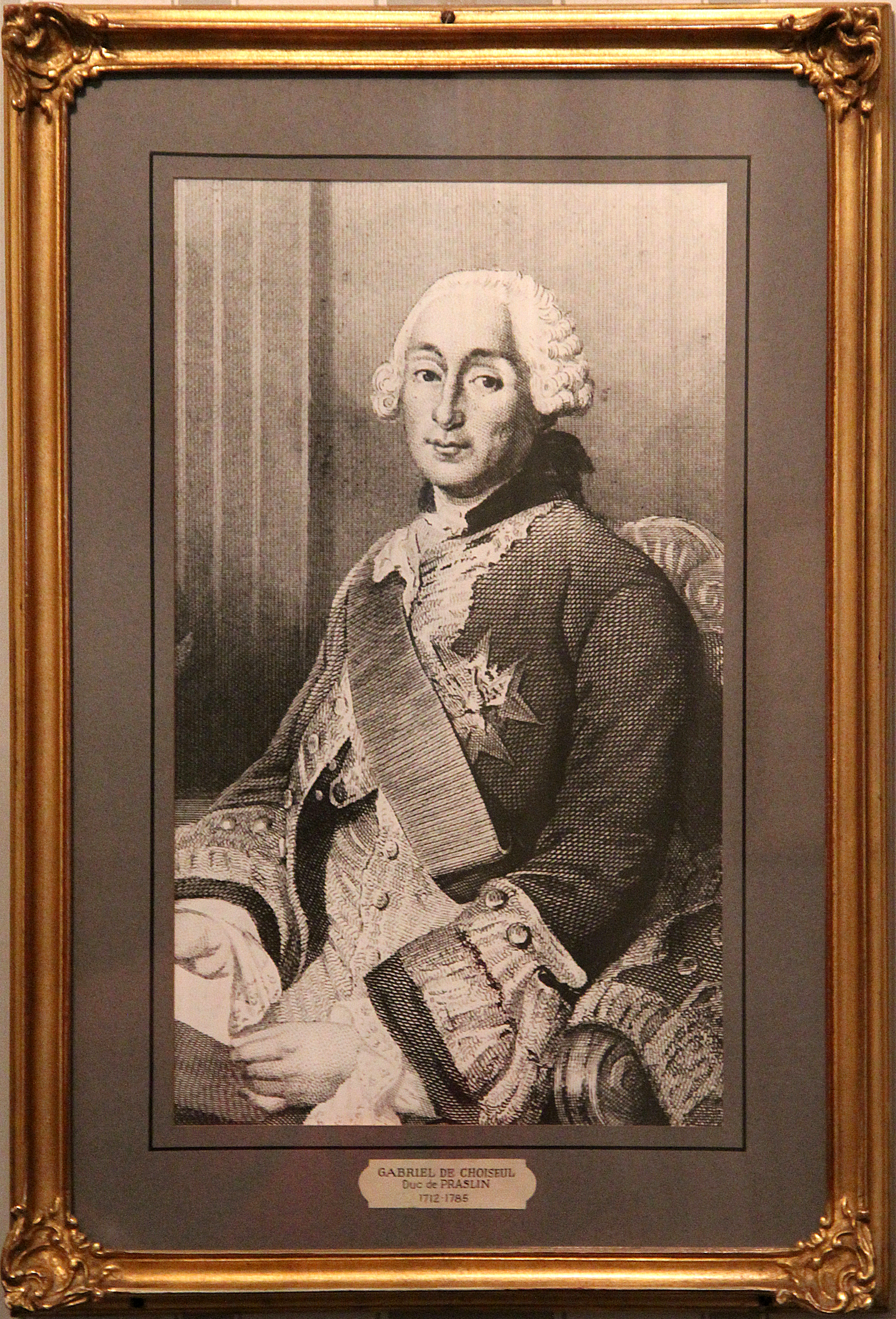
Gravure du Duc par François-Anne David d’après Alexandre Roslin.

## Biographie

### Origines et famille
César Gabriel de Choiseul est issu de la Maison de Choiseul, une famille noble originaire de Choiseul dans la Haute-Marne, et qui descend des comtes de Lanques, avec un lien possible avec les anciens comtes de Bassigny. Cette illustre famille a fourni un nombre important de serviteurs au royaume de France, cinq maréchaux, un cardinal, deux évêques, et plusieurs hommes d’État. Son origine remonte au XIIe siècle.
Il est le fils aîné d'Hubert de Choiseul, dit le marquis de Choiseul, seigneur et comte de Chevigny et de la Rivière et Couloutre, vicomte de Bouconville, baron de Lux. Il commande un temps le régiment de la Reine, cavalerie, en qualité de mestre de camp. Il est fait brigadier des armées du Roi le 23 décembre 1702. Il meurt le 10 juin 1727.
Sa mère, Louise-Henriette de Beauvau, est la seconde épouse de son père. Elle est la fille de Gabriel-Henri de Beauvau du Rivau, marquis de Montgauguier, capitaine des gardes du corps de Philippe de France, duc d'Orléans, et de Marie-Angélique de Saint-André. De cette union naissent deux fils dont César Gabriel est l'aîné et Gabriel-Hubert de Choiseul, le cadet, meurt en bas âge.

### Carrière militaire et diplomatique
Il est lieutenant général de cavalerie, avant de quitter le service en raison de son mauvais état de santé. En 1758, il est nommé ambassadeur de France à Vienne, en remplacement de son cousin Étienne François de Choiseul, comte de Stainville, lorsque celui-ci est appelé au ministère des Affaires étrangères.
Deux ans plus tard, en 1760, il revient à Paris. Il reçoit, le 13 octobre 1761, ce même ministère du duc de Choiseul, qui le lui remet, en gardant, pour le moment, celui de la Guerre et de la Marine. Il est reçu comme chevalier du Saint-Esprit le 1er janvier 1762. Le duc de Praslin, après avoir négocié de concert avec son cousin, signe le traité de Paris de 1763, par lequel se termine la guerre de Sept Ans, dont les conditions sont en défaveur de la France. Le Canada, l'Acadie et une partie de la Louisiane, qu'on ne pouvait reconquérir, sont cédés aux Anglais mais cet abandon est compensé par la restitution des plus riches colonies françaises, celles des Antilles. Dunkerque ne peut être soustrait à la présence anglaise ; mais, à peine la paix est-elle signée, que se préparent de toutes parts, dans les ports de France, les moyens de balancer un jour la puissance navale des Anglais (notamment par le don des vaisseaux), et de soulever leurs États d'Amérique.
Le comte de Choiseul est, à cette époque, créé duc et pair, sous le nom de duc de Praslin. Le 8 avril 1766, il rend à son cousin le ministère des Affaires étrangères, et reçoit celui de la marine. Sous son ministère, il répand, parmi les officiers, un vif désir d'instruction, et exige d'eux des connaissances approfondies. Les élèves sont soumis à des examens sévères : Borda est admis dans le corps de la marine, auquel ses talents devaient être si utiles ; Chabert et La Cardonnie sont chargés de lever, l'un la carte de la Méditerranée, l'autre celle des parages de Saint-Domingue. Deux grands voyages sont exécutés pour s'assurer de la perfection des nouvelles montres marines de Le Roy, et Berthoud, etc. Le duc de Praslin conçoit le projet d'un nouveau voyage autour du monde, qu'un seul Français avait fait jusqu'à cette époque. Il confie ce projet à Bougainville et ne néglige aucun moyen d'en assurer le succès, et de le rendre utile à la navigation et aux sciences.
Lorsqu'il est disgracié, il s'occupait déjà depuis longtemps d'un code de législation pour les colonies, qui tendait à une amélioration progressive du sort des esclaves. Cependant la plus grande activité régnait dans les arsenaux : les ingénieurs portaient l'art de la construction plus loin que les Anglais eux-mêmes. Quelques-uns de ces ingénieurs, demandés par la cour d'Espagne, partent à Cadix, à Carthagène, et jusque dans l'île de Cuba, donner aux Espagnols des leçons et des exemples. 
Lorsque le duc de Praslin partage, le 24 décembre 1770, la disgrâce de son cousin, il laisse dans les ports 70 vaisseaux de ligne, 50 frégates, et, dans les magasins, les bois et tous les matériaux nécessaires pour accélérer de nouvelles constructions. D'immenses travaux avaient agrandi et fortifié le port de Brest ; et l'artillerie de la marine avait été entièrement régénérée. À l'époque où Louis XV exile ses ministres, tout était prêt pour recommencer la guerre avec une supériorité due à des forces réelles. Il est remplacé par l'abbé Terray.
Nommé membre honoraire de l'Académie des sciences le 15 décembre 1769, il meurt le 15 novembre 1785, à l'âge de 73 ans. À sa mort, son éloge funèbre est dit par Condorcet.

### Le château de Vaux-le-Vicomte
En 1764, il acquiert auprès de Honoré de Villars l'ancien domaine de Fouquet, qui prend alors le nom de Vaux-Praslin (Vaux-Le-Vicomte à Maincy)
« Homme réservé, impassible et érudit, il n'apporta aucune modification si ce n'est l'actuelle bibliothèque et des aménagements de confort au 1er étage du château. Sa descendance, vénérée par les habitants de la région, conserva le domaine pendant six générations (en 1842, le duc Théobald fit réparer le château; le dôme fut refait. Ils demeuraient très attachés au domaine, mais les jardins n'étaient plus entretenus. »

## Mariage et descendance
Il épouse, le 30 avril 1732, Anne Marie de Champagne de Villaines de La Suze (morte le 27 décembre 1783), fille de René Brandelis de Champagne, marquis de Villaines et de la Varenne, et Catherine Thérèse Le Royer, qui donna naissance à :
- Renaud César Louis de Choiseul-Praslin, duc de Praslin;
- Élisabeth-Céleste Adélaïde, mariée en 1752, à Florent Alexandre Melchior de la Baume d'Occors, comte du Saint-Empire[2].

## Armoiries
Écartelé, aux 1 et 4, d’azur à la « croix billettée » d'or ; aux 2 et 3 de gueules au lion couronné d'or qui est Aigremont.

## Iconographie
- Jean-Antoine Houdon, César Gabriel de Choiseul-Praslin, 1780, 50 × 55 × 30 cm, buste en plâtre exposé au Salon de 1781. Paris, musée du Louvre.

### Sources et bibliographie
- Nicolas de Condorcet, Éloge de M. le duc de Praslin, dans Histoire de l'Académie royale des sciences - Année 1785, Imprimerie royale, Paris, 1788, p. 137-155 [
- Louis-Gabriel Michaud, Biographie universelle, ancienne et moderne sur Google Livres, tome XV, 1847, p. 52
- Prosper Levot, A. Doneaud, Les gloires maritimes de la France. Notices biographiques sur les plus célèbres marins, Arthus Bertrand éditeur, Paris, 1866, p. 414-415 (lire en ligne)
- Anselme de Sainte-Marie, Histoire généalogique et chronologique de la maison royale de France sur Google Livres, Firmin Didot frères, fils et Cie, 1868, p. 805
- Michel Popoff (préf. Hervé Pinoteau), Armorial de l'Ordre du Saint-Esprit : d'après l'œuvre du père Anselme et ses continuateurs, Paris, Le Léopard d'or, 1996, 204 p. (ISBN 2-86377-140-X) ;
- Jean-Philippe Zanco, Dictionnaire des ministres de la Marine 1689-1958, S.P.M. Kronos, Paris 2011.